# Johnny Hiland
Johnny Hiland (* 18. ledna 1975 Woodland, Maine) je americký hudebník, známý díky své virtuózní hře na kytaru.

## Život
Johny Hiland vyrůstal v malém městečku Baileyville v Maine. Narodil se slepý s očním onemocněním známým jako nystagmus, které mu nedovolilo, aby vyrůstal jako většina dětí.
Na kytaru začal hrát ve věku 2 let a ve svých 7 letech už hrál ve svém prvním televizním vystoupení. Jeho kariéra začala, když mu bylo 10 let a dostal ocenění v soutěži "Talent Ameriky" v New York City. Jeho otec ho vzal na koncert Rickyho Skaggse, a od té chvíle začal Johnny okamžitě hrát bluegrass na svém Fender Telecasteru. Jako dospívající Johnny strávil bezpočet hodin učením a rozvojem svého vlastního stylu, který byl směsí rocku, blues a swingu.
Po absolvování střední školy začal Johnny Hiland studovat historii, aby se stal učitelem, a v roce 1996 se přestěhoval do Nashvillu. Od té doby vystupoval s kapelou Don Kelley Band. Hrál s umělci jako je Toby Keith, Trick Pony, Randy Travis, Ricky Skaggs, Janie Fricke, Lynn Andersonová, Hank 3, Sammy Hagar, Ted Nugent, George Clinton, P-Funk, Les Paul, Steve Vai, Joe Bonamassa, G3, a mnoho dalších.
V roce 2004 podepsal nahrávací smlouvu se Steve Vaiem, který mu produkoval dvě studiová alba. Od roku 2004 má také vlastní kapelu "Johnny Hiland Band", se kterou jezdí po světě.
Ovládá celkem 22 nástrojů. Svůj zájem stát se učitelem realizoval tak, že dával hudebníkům lekce hry na kytaru.
V roce 2011 vydal své třetí album All Fired Up.